# Порфирион
Порфирион (др.-греч. Πορφυρίων) — в древнегреческой мифологии один из сильнейших гигантов, сын Урана и Геи. По Гигину, родился от Ночи и Эреба. Отличался особой силой среди гигантов.
Он попытался похитить богиню Геру. Гера предложила ему сразиться с Дионисом, обещая отдать в жёны гиганту Гебу, если у него получится победить бога.
По другому рассказу, во время гигантомахии напал на Геракла и Геру. Эрот вселил в Порфириона страсть к Гере, и тот разорвал на ней пеплос. Зевс поразил его своим перуном, а Геракл добил выстрелом из лука.
Согласно Клавдиану, он пытался разрушить Делос и увенчаться лавром в Дельфах. Пиндар упоминает, что его убил Аполлон.
Его упоминают Аристофан и Невий (как Порпорея), а также Гораций и Нонн.